# Eosentomon snideri
Eosentomon snideri är en urinsektsart som beskrevs av Bernard 1990. Eosentomon snideri ingår i släktet Eosentomon och familjen trakétrevfotingar. Inga underarter finns listade i Catalogue of Life.